# Compact Disco
«Compact Disco» — угорський гурт, представник Угорщини на пісенному конкурсі Євробачення 2012.

## Історія
Гурт був створений 2008 року. За короткий період часу музиканти випустили два повноформатні альбоми, а також отримали ряд нагород в галузі електронної музики.
11 лютого 2012 були обрані, щоб представити свою країну на пісенному конкурсі Євробачення. Конкурсна композиція «Sound of Our Hearts» була виконана в першому півфіналі. За його результатами колектив пройшов до фіналу.

## Дискографія

### Альбоми
- Steroid (2009)
- II (2011)

### Сингли
- I'm in Love (2010)
- Without You (2010)
- Fly or Dive (2011)
- Sound of Our Hearts (2012)